# Alma Hinding
Alma Rekstad Hinding (født 11. februar 1892 i Svendborg, død 24. december 1981) var en dansk stumfilmskuespillerinde. Hun var ikke oprindeligt uddannet skuespiller, men kom til faget via en avisannonce i 1912, hvor Nordisk Film Kompagnis grundlægger Ole Olsen annoncerede efter "unge damer". Der var 200 ansøgere, 9 blev udvalgt, men kun Alma ansat.
I starten havde hun hovedsageligt små statist- eller biroller, men fik med tiden mere centrale roller og til slut også hovedroller. Hun var en af Nordisk Films mest produktive skuespillere. Fra 1912 til 1917 – hvor hun stoppede hos Nordisk Film – havde hun således optrådt i mere end 100 film. Efter Nordisk Film blev hun lærer ved den første danske filmskole, der var blevet oprettet i 1918 (uvist hvilken). Den sidste film hun indspillede var i 1919 hos Astra Film. (Den havde dog først premiere i 1922.)
Alma Hinding var gift med Casinos direktør. Hun ligger begravet på Bispebjerg Kirkegård.

## Filmografi
| - 1912 - Dødsspring til Hest fra Cirkuskuplen (instruktør Eduard Schnedler-Sørensen); - Dødsangstens Maskespil (som passager, instruktør Eduard Schnedler-Sørensen); - Den glade Løjtnant (instruktør Robert Dinesen); - Dødens Brud (instruktør August Blom); - Guvernørens Datter (instruktør August Blom); - Shanghai'et (instruktør Eduard Schnedler-Sørensen); - Den Stærkeste (instruktør Eduard Schnedler-Sørensen); - Historien om en Moder (instruktør August Blom); - Hotellets nye Skopudser (instruktør Eduard Schnedler-Sørensen); - Lynstraalen (instruktør Robert Dinesen); - Den kære Afdøde (instruktør Eduard Schnedler-Sørensen); - Mellem Storbyens Artister (instruktør Eduard Schnedler-Sørensen) - Kommandørens Døtre (instruktør Leo Tscherning); - 1913 - Bristet Lykke (instruktør August Blom); - Atlantis (instruktør August Blom); - Mens Pesten raser (som russisk flygtning, instruktør Holger-Madsen); - Elskovs Magt (instruktør August Blom); - Den gamle Majors Ungdomskærlighed (instruktør Axel Breidahl); - Under Savklingens Tænder (instruktør Holger-Madsen); - Sladder (som Marja, savværksejerens datter, instruktør Christian Schrøder); - Hvem var Forbryderen? (instruktør August Blom); - Flugten gennem Luften (som Olga, rentier Müllers datter, instruktør August Blom); - Djævelens Datter (instruktør Robert Dinesen); - Fader og Søn (instruktør Eduard Schnedler-Sørensen); - Scenen og Livet (instruktør Robert Dinesen); - Hans vanskeligste Rolle (instruktør August Blom); - Hustruens Ret (instruktør Leo Tscherning); - Den hvide Dame (instruktør Holger-Madsen); - Livets Blændværk (instruktør Eduard Schnedler-Sørensen); - De Nygifte (instruktør Sofus Wolder); - Kongens Foged (instruktør Sofus Wolder); - Skandalen paa Sørupgaard (instruktør Hjalmar Davidsen); - Broder mod Broder (instruktør Robert Dinesen); - Prinsesse Elena (instruktør Holger-Madsen); - Vennerne fra Officersskolen (instruktør Eduard Schnedler-Sørensen); - Den kvindelige Dæmon (instruktør Robert Dinesen); | - Frk. Studenten (som (Mabel, Olivers forlovede, instruktør Sofus Wolder); - Dobbeltgængeren (ubekendt instruktør); - Giftslangen (instruktør Hjalmar Davidsen); - Under Blinkfyrets Straaler (instruktør Robert Dinesen) - Den tapre Jacob (instruktør Sofus Wolder); - Den bortførte Brud (instruktør Sofus Wolder) - 1914 - Under Skæbnens Hjul (instruktør Holger-Madsen); - Et vanskeligt Valg (instruktør Holger-Madsen); - Under falsk Flag (som Lilly, Grants datter, instruktør Sofus Wolder); - Millionærdrengen (instruktør Holger-Madsen); - Søndagsjægerens Jagtæventyr (som Bess, Plummers datter, instruktør Eduard Schnedler-Sørensen); - Hægt mig i Ryggen (instruktør Sofus Wolder); - Søvngængersken (instruktør Holger-Madsen); - Kvindehadernes Fald (som Ellen, Wolframs datter, instruktør Eduard Schnedler-Sørensen); - Snustobaksdaasen (instruktør Sofus Wolder); - Vasens Hemmelighed (instruktør August Blom); - Perlehalsbaandet (instruktør Sofus Wolder); - Skyldig? - ikke skyldig? (instruktør Karl Ludwig Schröder) - 1915 - Evangeliemandens Liv (instruktør Holger-Madsen); - Kærlighedens Triumf (som Nelly Gray, syerske, instruktør Holger-Madsen); - Manden med Staalnerverne (som Ketty, grevindens datter, instruktør A.W. Sandberg); - Drankersken (som Rita, Orans datter, instruktør Hjalmar Davidsen); - En Vandgang (instruktør Lau Lauritzen Sr.); - Brandmandens Datter (som Ida, Rørstrøms datter, instruktør Alfred Cohn); - Appetit og Kærlighed (som Jonna, Grants datter, instruktør A.W. Sandberg); - Stribolt paa Kærlighedsstien (som Kaja, Trolles datter, instruktør A.W. Sandberg); - I de unge Aar (som Karen, instruktør Alfred Cohn); - Trold kan tæmmes (som Elly, rektorens datter uden for ægteskab, instruktør Holger-Madsen) - 1916 - Midnatssolen (instruktør Robert Dinesen); - Hvo, som elsker sin Fader (instruktør Holger-Madsen); - Grubeejerens Død (som Clara Grey, Willys kæreste, instruktør George Schnéevoigt); - Bladkongen (som Erna, Hards datter, instruktør Alexander Christian); - Det stjaalne Navn (som Irma, redaktørens datter, instruktør Alexander Christian); - Hendes Ungdomsforelskelse (som frk. Milton, instruktør Martinius Nielsen); - De mystiske Z-Straaler (som Ellinor, Billfords datter af første ægteskab, instruktør George Schnéevoigt); | - Gaardsangersken (som Erna, Bergs datter, instruktør Alfred Cohn); - Spejlets Spaadom (som Ella, Bruuns datter, instruktør Hjalmar Davidsen); - Rovedderkoppen (instruktør August Blom); - Livets Genvordigheder (som Ada König, Einars forlovede, instruktør Alexander Christian); - Penge (som Phyllis, klokkerens datter, instruktør Karl Mantzius); - Pro Patria (som Mazauds hustru, instruktør August Blom); - Kærlighedslængsel (som Elsa, generalens datter, instruktør August Blom) - Den ædle Skrædder (instruktør Lau Lauritzen Sr.); - 1917 - Manden uden Smil (som Irma, godsejerens datter, instruktør Holger-Madsen); - Studenterkammeraterne (som Rita, model, instruktør Hjalmar Davidsen); - Nattevandreren (som Ingeborg, Povls kusine, instruktør Holger-Madsen); - Fange Nr. 113 (som Ellinor Wheel, instruktør Holger-Madsen); - Ridderen af den bedrøvelige Skikkelse (som Kaja, instruktør Lau Lauritzen Sr.); - Kvinden med de smukke Øjne (som Ester, Hannibals elskede, instruktør Alexander Christian); - Ansigtet lyver I (som Mary Arlington, instruktør Alexander Christian); - Ansigtet lyver II (instruktør Alexander Christian); - Hjertekrigen paa Ravnsholt (Mary Braddon, senere Mary Arlington, instruktør Robert Dinesen); - En ensom Kvinde (instruktør August Blom); - 1918 - Sfinxens Hemmelighed (instruktør Robert Dinesen); - Krig og Kærlighed (som Annie, Lawsons datter, instruktør Holger-Madsen); - Glædens Dag (som Elin, greve-datter, instruktør Alexander Christian); - Krondiamanten (som Else Rosegger, Kurts datter, instruktør Emanuel Gregers); - Livets Stormagter (som Sara, Geermanns datter, instruktør Alfred Cohn); - 1919 - Konkurrencen (som Comtesse Elisa, grevens datter, instruktør Robert Dinesen); - 1920 - En Skuespillers Kærlighed (som Gerd, Ørnfeldts datter, instruktør Martinius Nielsen); - Jeg elsker Dem, Tusnelda (som Asta von Roden, Melittas veninde, instruktør Lau Lauritzen Sr.); - 1922 - Timeglasset (som Tusnelda, instruktør Fritz Magnussen); |